# Eduardo el Viejo
Eduardo el Viejo (en anglosajón: Ēadweard cyning; en francés: Edouard le Vieux) (n. 874-877-17 de julio de 924) fue rey de Wessex desde 899 hasta su muerte en 924. Fue el segundo de los hijos varones —seis en total— de Alfredo el Grande, rey de Wessex, y de su esposa Ethelswitha. Al acceder al trono, Eduardo tuvo que enfrentarse a su primo Ethelwold, quien tenía grandes pretensiones sobre el trono, ya que su padre Etelredo fue el hermano mayor y predecesor del rey Alfredo.
Eduardo heredó de su padre el título de rey de los anglosajones, ya que Wessex y Mercia eran los únicos territorios que no dependían de un control vikingo. En 910 los ejércitos de estos reinos vencieron al ejército de Northumbria, terminando con la amenaza vikinga norteña. Durante esta década Eduardo y su hermana Ethelfleda, quien se había convertido en Señora de los mercios gracias a su matrimonio, conquistaron el territorio vikingo meridional. Tras la muerte de Ethelfleda en 918, su hija Elfwynn fue coronada brevemente, ya que Eduardo la trasladó a Wessex e impuso su poder sobre todo el territorio mercio. En 920 Eduardo ya albergaba el control sobre Wessex, Mercia y Anglia Oriental, y únicamente Northumbria mantenía la independencia vikinga. En 924 se enfrentó a una revuelta mercia y galesa en Chester, y tras sofocarla, falleció en Farndon en Cheshire el 17 de julio de ese año. Fue sucedido por su primogénito, Athelstan (r. 924-939), aunque sus hijos menores también reinaron posteriormente como Edmundo I (939-946) y Edred (946-955).
El epónimo de Eduardo, «el Viejo», fue usado por primera vez en el siglo X en el escrito Life of St Æthelwold («Vida de Ethelwold») de Wulfstan, para distinguirlo del rey posterior, Eduardo el Mártir. Eduardo fue admirado por los cronistas medievales, y según Guillermo de Malmesbury, fue «muy inferior a su padre en la promoción de las letras», aunque «incomparablemente más glorioso en el mandato de su poder». Posteriormente fue ignorado por los historiadores hasta 1990, cuando Nick Higham lo describió como «quizás el rey inglés más olvidado», en parte por la ausencia de fuentes directas durante su reinado. Su reputación fue en aumento a finales del siglo XX y se le considera destructor del poder de los vikingos en el sur de Inglaterra y fundador del primer poder unificado del reino inglés.

## Infancia
Los progenitores de Eduardo, Alfredo y Ethelswitha, se casaron en 868, y su hermana mayor Ethelfleda pudo nacer un año después, por lo que los historiadores estiman que su nacimiento se produjo alrededor de 875. El nombre de Eduardo, que significa «protector de la riqueza», nunca había sido utilizado en la familia real de Wessex; Barbara Yorke sugiere que quizás proviene su abuela materna Eadburh, reflejando la política de Wessex de estrechar lazos con Mercia. Eduardo lideró tropas en batalla en 893 y debió alcanzar la mayoría de edad ese año debido a que su hijo mayor Athelstan nació en torno a 894. Según Asser y su obra Vida del rey Alfredo, Eduardo y Elfrida fueron educados en la corte por tutores de masculinos y femeninos y podían leer obras eclesiásticas y seculares en inglés, como los Salmos y poemas en inglés antiguo. Aprendieron las virtudes de la amabilidad y la humildad, y Asser escribió que eran obedientes a su padre y simpáticos con los visitantes. Este es el único caso de un príncipe y una princesa anglosajones que recibieron la misma educación.

## Rebelión de Ethelwold
La sucesión de Eduardo al trono de su padre no estaba asegurada, ya que cuando Alfredo murió, su primo Ethelwold, el hijo del rey Etelredo I reclamó su derecho al trono. Tomó Wimborne, en Dorset, donde había sido enterrado su padre, y la iglesia cristiana en Hampshire, hoy Dorset. Eduardo marchó a Badbury y ofreció combate, pero Aethelwold rehusó dejar Wimborne. Cuando vio que Eduardo estaba listo para atacar Wimborne, Aethelwold huyó en la noche y se unió a los daneses en Northumbria, donde fue proclamado rey. Entretanto, Eduardo era coronado en Kingston upon Thames el 8 de junio de 900. Al año siguiente, tomó el título de «Rey de los anglos y sajones», distinguiéndose de sus predecesores que habían sido reyes de Wessex.
En 901, Ethelwold llegó a Essex con una flota e impulsó a los daneses a levantarse en Anglia Oriental. El siguiente año, atacó Cricklade y Braydon. Eduardo llegó con un ejército y, luego de varias marchas, ambos lados se encontraron en la batalla del Holme. Aethelwold y el rey Eohric fueron muertos en batalla.

## Conquista del Danelaw meridional

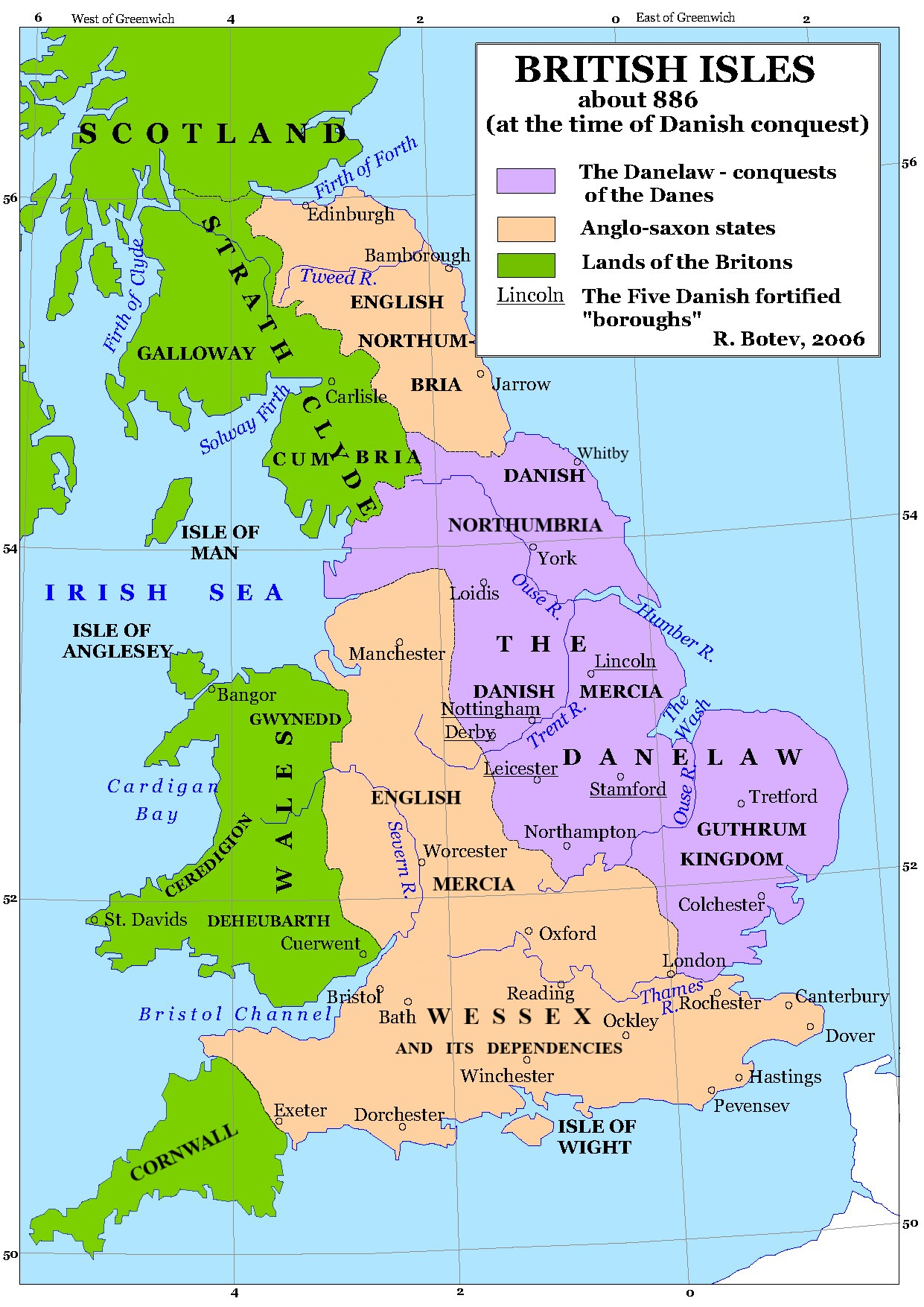
Mapa de Gran Bretaña en 886.

No existen evidencias entre los anglosajones y los vikingos daneses durante varios años tras la Batalla del Holme (902), la Crónica anglosajona menciona que en 906 hizo las paces con los daneses de Anglia Oriental y de Northumbria «por necesidad». Además, Eduardo animó a los ingleses a comprar terrenos en territorio danés y existen dos estatutos en Bedfordshire y Derbyshire. En 909, Eduardo envió una armada de Wessex y Mercia que atacó a los daneses de Northumbria, apoderándose de las reliquias óseas de Oswaldo de Bernicia de la abadía de Bardney en Lincolnshire. Los restos del santo fueron trasladados a un nuevo monasterio en Mercia establecido por Etelredo y Ethelfleda en Gloucester y los daneses fueron obligados a rendirse según los términos de Eduardo. Al año siguiente, los daneses de Northumbria estuvieron a favor de atacar Mercia, aunque se encontraron con un ejército combinado de mercianos y sajones occidentales en la batalla de Tettenhal (910), donde los vikingos sufrieron una desastrosa derrota. Desde entonces, no se volvieron a producir incursiones al sur del río Humber, por lo que Eduardo y sus aliados mercios pudieron concentrarse en conquistar el Danelaw meridional en Anglia Oriental y los Cinco burgos de Danelaw: Derby, Leicester, Lincoln, Nottingham y Stamford.
También existe una mención de la reconquista de Chester en 907, lo cual puede indicar que la ciudad fue tomada en una batalla. En 911 Etelredo, Señor de los mercios, falleció y Eduardo se apoderó de los terrenos en torno a Londres y Oxford. Etelredo fue sucedido como gobernante por su viuda Ethelfleda, hermana de Eduardo, como Señora de los mercios.
Eduardo y Ethelfleda comenzaron la construcción de varias fortalezas para defenderse de los ataques vikingos. En noviembre de 911, construyó un fuerte en la ribera norte del río Lea en Hertford para defenderse contra los ataques de los daneses en Bedford y Cambridge. Un año después, se trasladó con su armada hasta Maldon en Essex y ordenó la construcción de un fuerte en Witham y otro en Hertford, que protegían Londres de un ataque y motivaban a los ingleses que vivían bajo dominio danés en Essex a someterse a él. En 913 se produjo un cese de sus actividades, aunque Ethelfleda continuó las construcciones en Mercia. En 914 un ejército vikingo zarpó desde Bretaña y asoló el estuario del Severn, más tarde atacó Ergyng (Archenfield) al sureste de Gales y secuestró al obispo Cyfeilliog. Los vikingos fueron derrotados por los ejércitos de Hereford y Gloucester y entregaron rehenes e hicieron juramentos para mantener la paz. A pesar de esto, Eduardo mantuvo un ejército en la ribera sur del estuario en caso de que los vikingos rompieran sus promesas, y tuvo que repeler ataques en dos ocasiones. En otoño los vikingos se trasladaron a Irlanda. Este episodio sugiere que el sureste de Gales cayó bajo la esfera de influencia de los sajones occidentales, mientras que Mercia era dominante al norte de Brycheiniog. A finales de 914, Eduardo construyó dos fuertes en Buckingham, y el jarl Thurketel, el líder de la armada danesa en Bedford se rindió ante él. Al año siguiente ocupó Bedford y construyó otra fortificación al sur del río Gran Ouse contra los vikingos de la ribera norte. En 916 Eduardo regresó a Essex y construyó un fuerte en Maldon para dar apoyo a la defensa de Witham. Además, ayudó al jarl Thurketel y a sus seguidores a abandonar Inglaterra, reduciendo el número de ejércitos vikingos en las Tierras Medias.
La guerra llegó a su punto decisivo en 917. En abril, Eduardo construyó un fuerte en Towcester como defensa contra los daneses de Northampton y otro lugar sin identificar llamado Wigingamere. Los daneses lanzaron ataques sin éxito en Towcester, Bedford y Wigingamere, mientras Ethelfleda capturó Derby, demostrando las defensas de los ingleses, mientras que los vikingos mostraron descoordinación y desunión. Los daneses habían construido su propia fortaleza en Tempsford, aunque a finales de verano los ingleses la habían tomado por asalto y habían asesinado al rey danés de Anglia Oriental. Los ingleses capturaron Colchester, aunque no tenían intenciones de mantenerlo. Los daneses mandaron un gran ejército a Maldon, aunque la guarnición fue finalmente derrotada. Más tarde, Eduardo regresó a Towcester y reforzó sus defensas, consiguiendo que los daneses de Northampton se rindieran. Los ejércitos de Cambridge y Anglia Oriental también se rindieron y para finales de año los únicos ejércitos daneses eran cuatro de los Cinco burgos de Danelaw: Leicester, Stamford, Nottingham y Lincoln.
A comienzos de 918, Ethelfleda consiguió la rendición de Leicester sin presentar batalla y los daneses de York ofrecieron su alianza, probablemente para defenderse de los vikingos noruegos que habían invadido Northumbria desde Irlanda, aunque Ethelfleda falleció el 12 de febrero antes de que pudiera materializar el acuerdo. Los noruegos finalmente conquistaron York en 919. Según la Crónica anglosajona, tras la muerte de Ethelfleda, los mercios se postraron ante Eduardo, aunque la versión mercia (el Registro mercio) indica que en diciembre de 918 su hija Elfwynn fue «privada de toda autoridad en Mercia y llevada a Wessex». Eduardo terminó con toda independencia de Mercia y acabó siendo su soberano. Stamford se había rendido a Eduardo antes de la muerte de Ethelfleda y Nottingham hizo lo mismo poco después. Según la Crónica anglosajona, en 918 «todos los habitantes de Mercia, daneses e ingleses, se sometieron a él»; este hecho probaría que Eduardo gobernó todo el sur de Inglaterra desde el río Humber, aunque se desconoce si Lincoln fue una excepción, debido a que las monedas vikingas de York se acuñaron probablemente en Lincoln a comienzos de la década de 920. Además, se le permitió a algunos jarls mantener sus dominios, aunque Eduardo probablemente también recompensó a sus súbditos con tierras y él mismo ocupó terrenos. La numismática encontrada sugiere que Eduardo albergó más autoridad en las Tierras Medias que en Anglia Oriental. Tres monarcas galeses, Hywel Dda, Clydog e Idwal Foel, se aliaron con Eduardo, tal y como habían hecho con su hermana Ethelfleda.

## Logros
Se puede afirmar que Eduardo superó los logros militares de su padre, regresando el Danelaw al dominio sajón y reinando sobre Mercia a partir de 918 tras la muerte de su hermana Ethelfleda (Æðelflǣd). Por el año 918, todos los daneses del sur se le habían sometido. Su sobrina Elfwynn, hija de Ethelfleda, fue nombrada sucesora de su madre, pero Eduardo la depuso, terminando así con la independencia de Mercia. Ya había anexado las ciudades de Londres y Oxford y las tierras circundantes a Oxfordshire y Middlesex.
Una serie de invasiones escandinavas por el norte, forzaron a Eduardo a entrar en varias batallas entre fines del 918 y finales de 920. En ese momento, los escandinavos, los escoceses y los galos lo llamaban «padre y señor».  Este reconocimiento del señorío de Eduardo en Escocia llevó a que sus sucesores reclamaran soberanía sobre ese reino.
Eduardo reorganizó la iglesia en Wessex, creando nuevos obispados en Ramsbury y Sonning, Wells y Crediton. A pesar de ello, hay poca evidencia de que Eduardo fuera particularmente religioso. De hecho, el Papa le envió una reprimenda para que pusiese mayor atención a sus responsabilidades religiosas.

## Muerte
Murió liderando un ejército contra la rebelión cambro-merciana, el 17 de julio de 924 en Farndon, Cheshire. Sus restos fueron sepultados en la iglesia nueva de Winchester, Hampshire, que él mismo había inaugurado en el año 901. Después de la conquista normanda de Inglaterra, la iglesia fue reemplazada por la abadía de Hyde, al norte de la ciudad y el cuerpo del rey Eduardo fue transferido allí.
Su último lugar de descanso está marcado por un bloque de piedra con una cruz inscrita en las afueras de la abadía en un parque público.

## Matrimonio y descendencia
El rey Eduardo tuvo catorce hijos de sus tres matrimonios y es posible que tuviese hijos ilegítimos también.
En 893 se casó con Egwina, mujer de baja condición social, con la cual tuvo tres hijos. Como el estatus de Egwina, su primera esposa, era bajo, fue apartada por Eduardo poco después de su ascenso al trono (900) y los hijos nacidos de ella fueron declarados ilegítimos. Acerca de Egwina, poco se sabe aparte de su nombre, del que no hay registros previos a la reconquista a los normandos. Historiadores posteriores han proclamado que era una mujer noble y muy religiosa. Eduardo se casó (aunque el estatus exacto de la unión es incierto) con Egwina alrededor del 893 y fueron padres de:
- Athelstan (n. 895 - m. palacio de Gloucester, 27 de octubre de 939), rey de Wessex al morir su hermano Ethelweard (924) y primer rey de toda Inglaterra unificada.

- Alfredo (n. 896 - m. 924).

- Edith (n. 900 - m. como abadesa de Tamworth, Gloucestershire, 937), casada con Sihtric II Caoch, rey de York y de Northumbria (n.890-m.927). Posiblemente santa Edith de Polesworth.[9]

Pasó el inicio de su reinado peleando con su primo Ethelwaldo, hijo del rey Etelredo I, que alegaba tener mayores derechos a la corona de Wessex. Aunque Eduardo es derrotado en la batalla de Holm (902), la muerte del pretendiente en la batalla le asegura la corona.
Así, para reconciliarse con la rama de Etelredo I, se casó en 901 con Elfleda, sobrina de Ethelwaldo y nieta del rey Etelredo I. De este matrimonio nacieron diez hijos:
- Ethelweard (n. 901 - m. Oxford, 2 de julio de 924), ermitaño, rey de Wessex al suceder a su padre durante 16 días (del 17 de junio al 2 de julio de 924).

- Edwin de York (n. 902 - m. ahogado en el Canal Inglés o asesinado por órdenes del rey Athelstan, 933), sub-rey de Kent.

- Edfleda (n. 903 - m. ?), monja en Winchester.

- Edgiva (Ogiva) (n. 904 - m. 953), casada primero con Carlos III "el Simple", rey de Francia (n.879-m.929) y luego con Herberto el Viejo, conde de Meaux y de Troyes (n.910-m.984).

- Elfleda (n. 905 - m. 963), monja en Winchester.

- Ethelfleda (n. 906 - m. ?), monja, abadesa de Ramsey, Hampshire.

- Edhilda (n. 907 - m. 937), casada con Hugo "el Grande"'', conde de París y duque de Francia -descendiente de Carlomagno por línea femenina- (n.895-m.956).

- Elgiva (n. 908? - m. 1005), casada con Boleslao II, duque de Bohemia (m.999).

- Ethelhilda (n. 909 - m. ?), monja o recluida en la abadía de Romsey, Hampshire.

- Edith (n. 910 - m. 26 de enero de 947), casada con Otón I el Grande, rey de Alemania y luego emperador del Sacro Imperio Romano Germánico (n.912-m.973).

Viudo en 920, se casa por tercera vez -aunque segunda legalmente- con Edgiva, hija de Sigelhelm, caballero de Kent, de aproximadamente 15 años de edad, naciendo de este matrimonio 4 hijos:
- Edmundo I (n. 921 - m. asesinado, Pucklechurch, Dorset, 26 de marzo de 946), apodado "el Magnífico", sucesor de su medio-hermano Athelstan como rey de Inglaterra (939).

- Edburga (n. 922 - m. abadía de Nunnanminster, 15 de junio de 960), monja en la abadía de Nunnanminster, luego canonizada.

- Edgiva (n. 923 - m. ?), casada con Luis, conde de Thurgau, hijo del rey Rodolfo I de Borgoña (m.960).

- Edred (n. 924 - m. Frome, Somerset, 23 de noviembre de 955), sucesor de su hermano Edmundo como rey de Inglaterra (946).

La historia de Guillermo de Malmesbury, De antiquiatate Glastonie ecclesiae afirma que la segunda esposa de Eduardo, Elfleda, también vivió después de la muerte de Eduardo, pero esta es la única fuente de dicha afirmación.
Eduardo murió en Farndon-on-Dee, el 17 de julio de 924, a los 52 años de edad, siendo sepultado en la catedral de Winchester.

## Genealogía

Diagrama basado en la información existente en Wikipedia.

## Eduardo en la cultura popular
Aparece en la serie de la BBC y Netflix The Last Kingdom, interpretado por el actor Timothy Innes.